# Villa Groterjan

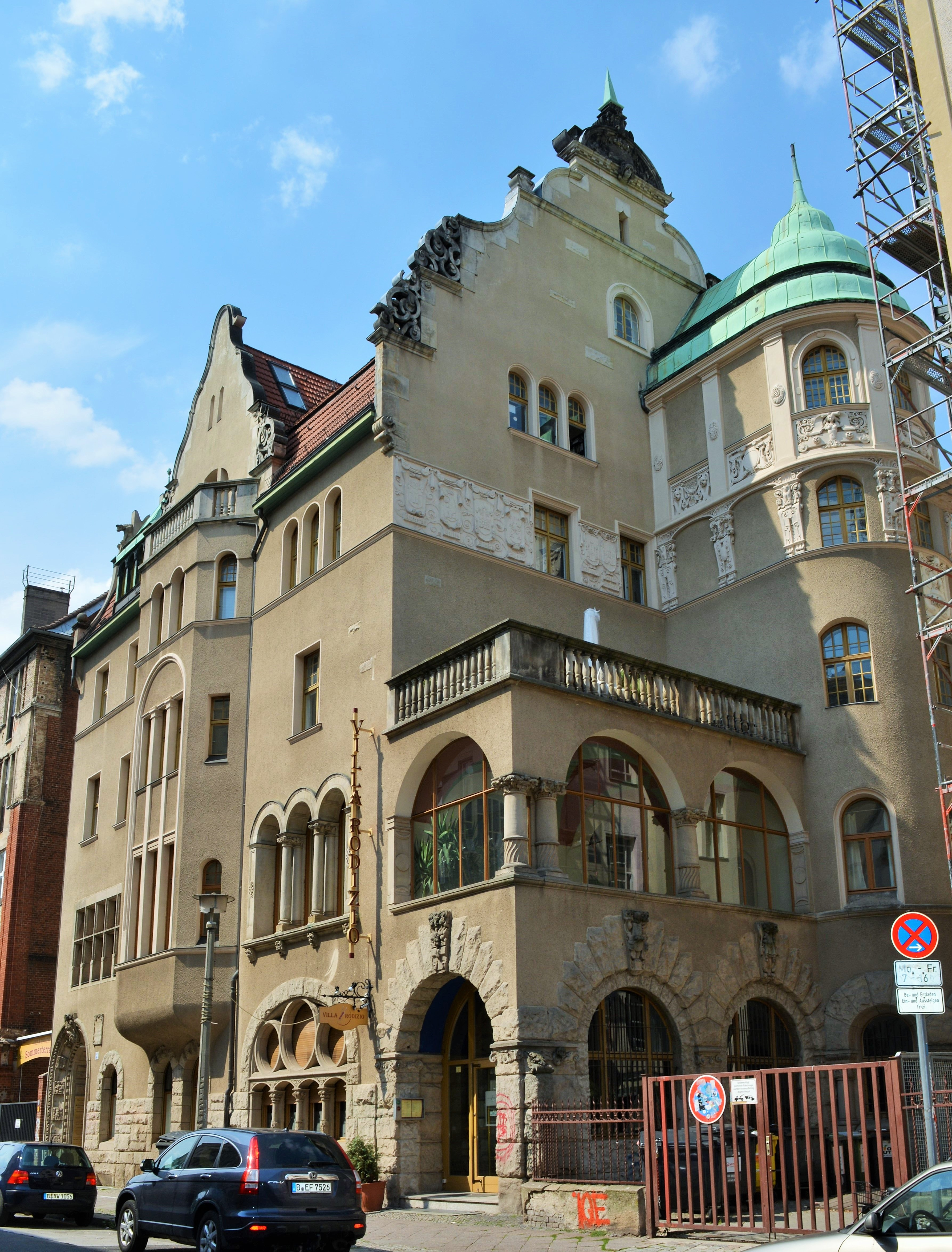
Villa Groterjan

Villa Groterjan wird seit den 2000er Jahren das 1905–1907 errichtete Wohn- und Geschäftshaus in der Milastraße 2 im Berliner Ortsteil Prenzlauer Berg des Bezirks Pankow genannt. Das Haus steht seit den 1970er Jahren unter Denkmalschutz.

## Geschichte und Beschreibung
Die Berliner Architekten Georg Rathenau und Friedrich Hartmann entwarfen das Gebäude in einer Mischung aus Jugendstil und Neuromanik für den Bauherrn Christoph Groterjan, den Besitzer der benachbarten Malzbierbrauerei Groterjan. Das teilweise fünfgeschossige Bauwerk reicht bis tief in das Blockinnere und bildet dabei mehrere Höfe. Insbesondere bestimmten der Gastronomiebetrieb mit Festsaal und Biergarten mit Musikpavillon das Bauensemble. Der Biergarten bot 1500 Gästen Platz, zu den 500 m² umfassenden Gasträumen gehörte auch eine Kegelbahn.
Die Fassaden waren vielfältig gegliedert, einige waren mit Sandstein-Reliefs geschmückt, die auf die ursprüngliche Nutzung als Brauereigaststätte verweisen.
Im Jahr 1908 ging die Brauerei in Konkurs, das Gebäude wurde verkauft.
Von Mitte der 1950er Jahre bis 1992 war in diesem Gebäude der DEFA-Außenhandel ansässig. Nach jahrelangem Leerstand wurde das Haus in den späten 1990er Jahren denkmalgerecht saniert und dient wieder als Gastronomiebetrieb und Wohnhaus.